# أولاد حجاج الساحل (الساحل أولاد أحريز)
أولاد حجاج الساحل هي إحدى مشيخات المملكة المغربية، تتبع جغرافيا لإقليم برشيد وإداريًا لالساحل أولاد أحريز. يقدر عدد سكانها بـ 3695 نسمة حسب الإحصاء الرسمي للسكان والسكنى لسنة 2004.